# Ревелиоти, Владимир Ксенофонтович
Владимир Ксенофонтович Ревелиоти (28 сентября 1859, Таврическая губерния — 4 июля 1929, Афины) — русский морской офицер, генерал-майор по адмиралтейству.

## Биография

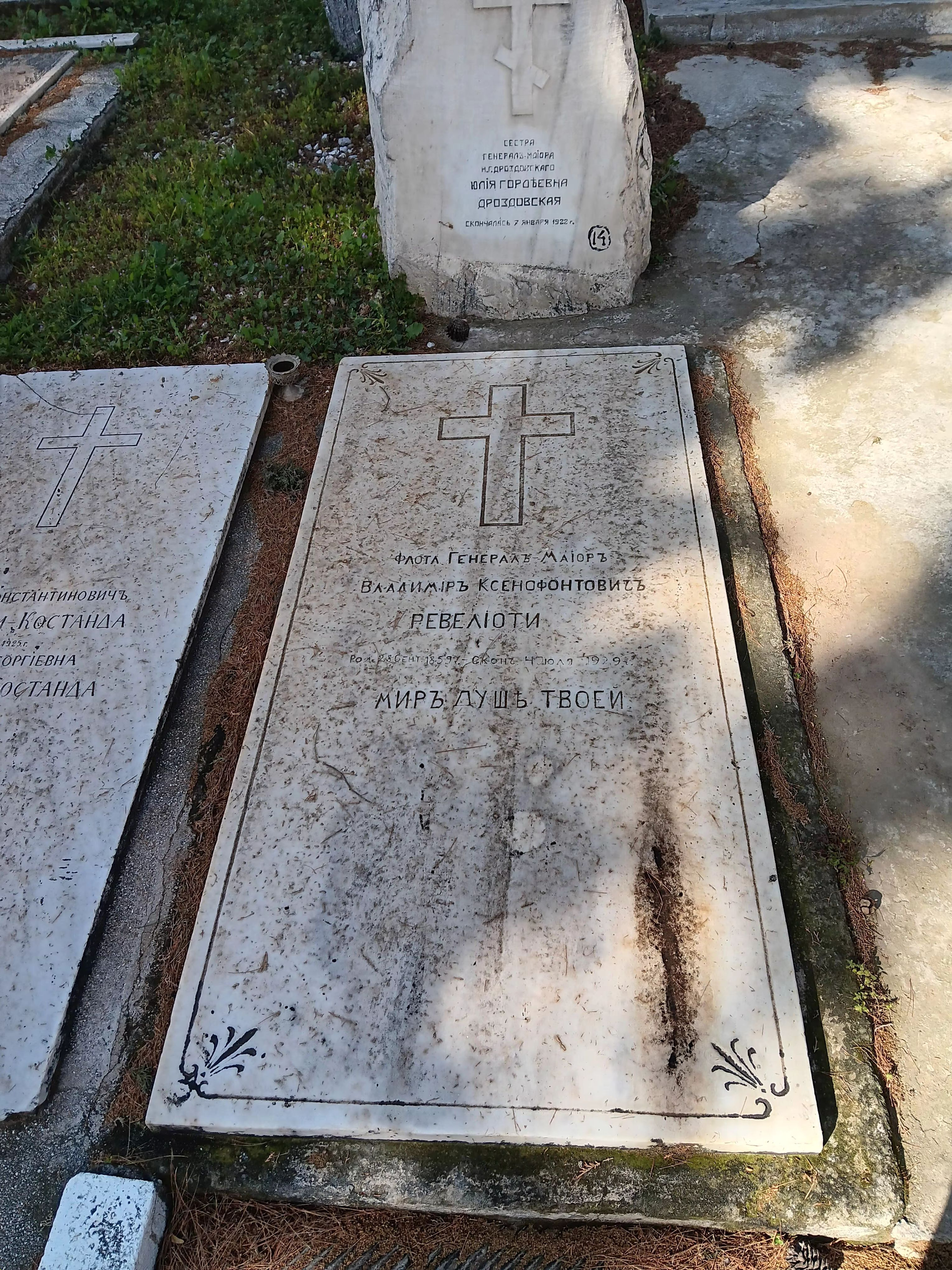
Надгробие Ревелиоти в Пирее.

Из рода крымских греков. Родился 28 сентября 1859 в Таврической губернии, отец — Ксенофонт Феодосиевич, отставной ротмистр, владелец имения Актачи Симферопольского уезда, мать — Мария Степановна Нотара, внучка Евстафия Нотара , из греческих дворян, первого предводителя дворянства Таврической губернии (1804-1809). Внук Феодосия Ревелиоти, деятеля греческого национально-освободительного движения против турецкого ига, генерала российской армии и крупного землевладельца Крыма.
В службе с 1876 года. Гардемарин с 1879 года, мичман — с 1880 года. В 1880—1881 годах в кругосветном плавании на фрегате «Минин». 1 января 1885 года был произведён в лейтенанты. В заграничном плавании на канонерской лодке Сивуч с 21.07.1885 по 3.08.1886. Член комитета директоров Севастопольской морской библиотеки в 1891 году. В 1894 году в плаваниях. 1895 год — лейтенант 28-го флотского экипажа. Капитан 2-го ранга с 18 апреля 1899 года. Старший офицер: минного крейсера «Казарский» (1898—1900), учебного судна «Днестр» (1900—1901), командир шхуны «Ингул» (1901—1904). С 14.11.1905 по 19.02.1907 командир канонерской лодки «Кубанец». В 1907 году был произведён в капитаны 1-го ранга. Заведующий миноносцами и их командами 29-го Черноморского флотского экипажа.
С 1920 года в эмиграции в Греции. Сильно нуждался, проживал в Русской Морской больнице в Пирее. Умер от флегмоны 4 июля 1929 в Афинах..

## Награды
- Награждён светло-бронзовой медалью «За Турецкую войну 1877—1878 г.г.», 1878
- Орден Святого Станислава 3-й степени (1888),
- серебряная медаль в память о царствовании Александра III (1896)
- бронзовая медаль «За труды по первой всеобщей переписи населения» (1897)
- Орден Святой Анны 3-й степени (6.12.1897),
- Орден Святого Станислава 2-й степени(6.12.1901)